# Waschhäuser (Laneuville-au-Rupt)

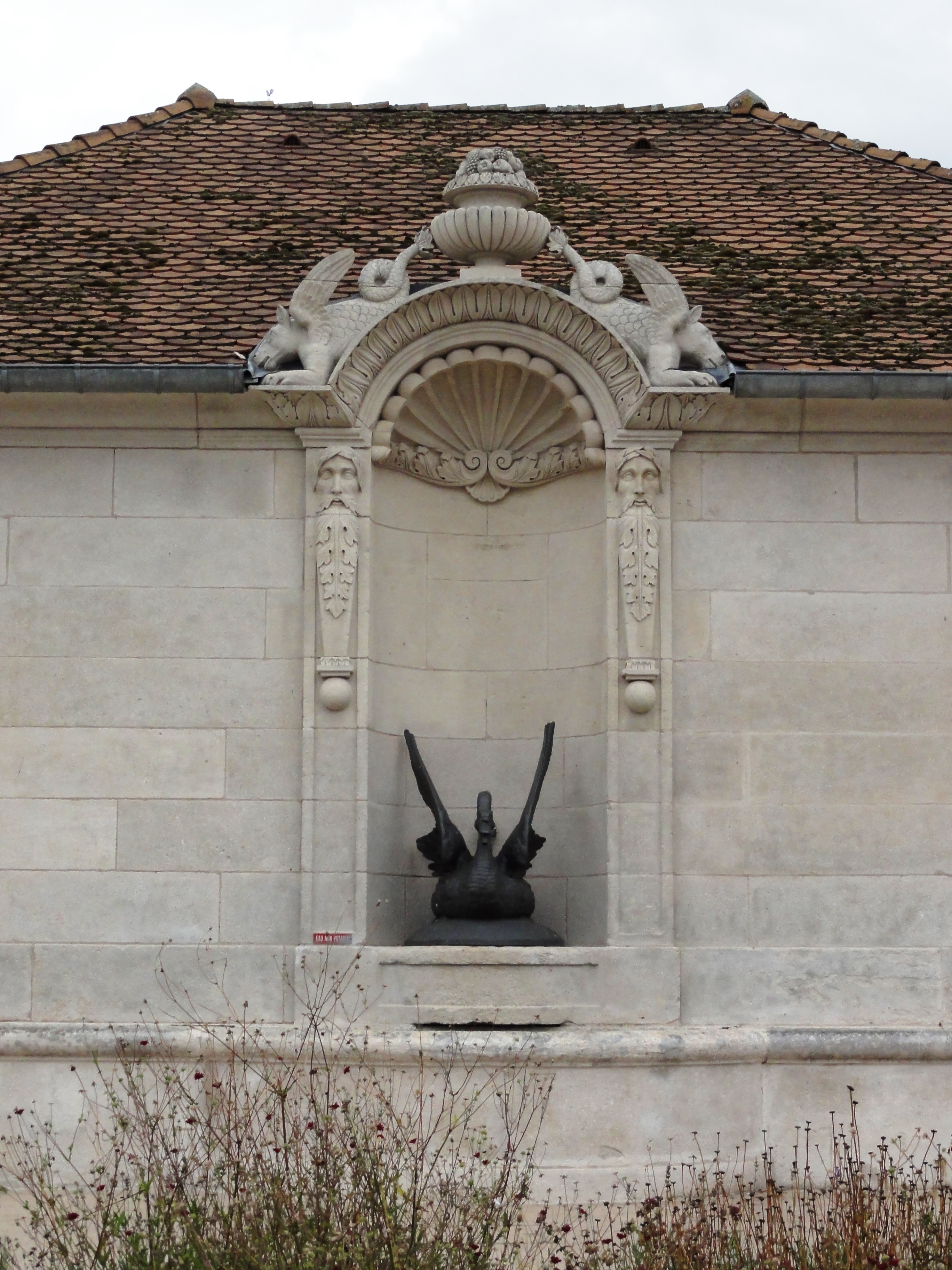
Brunnen an der Fassade des Waschhauses an der Rue basse

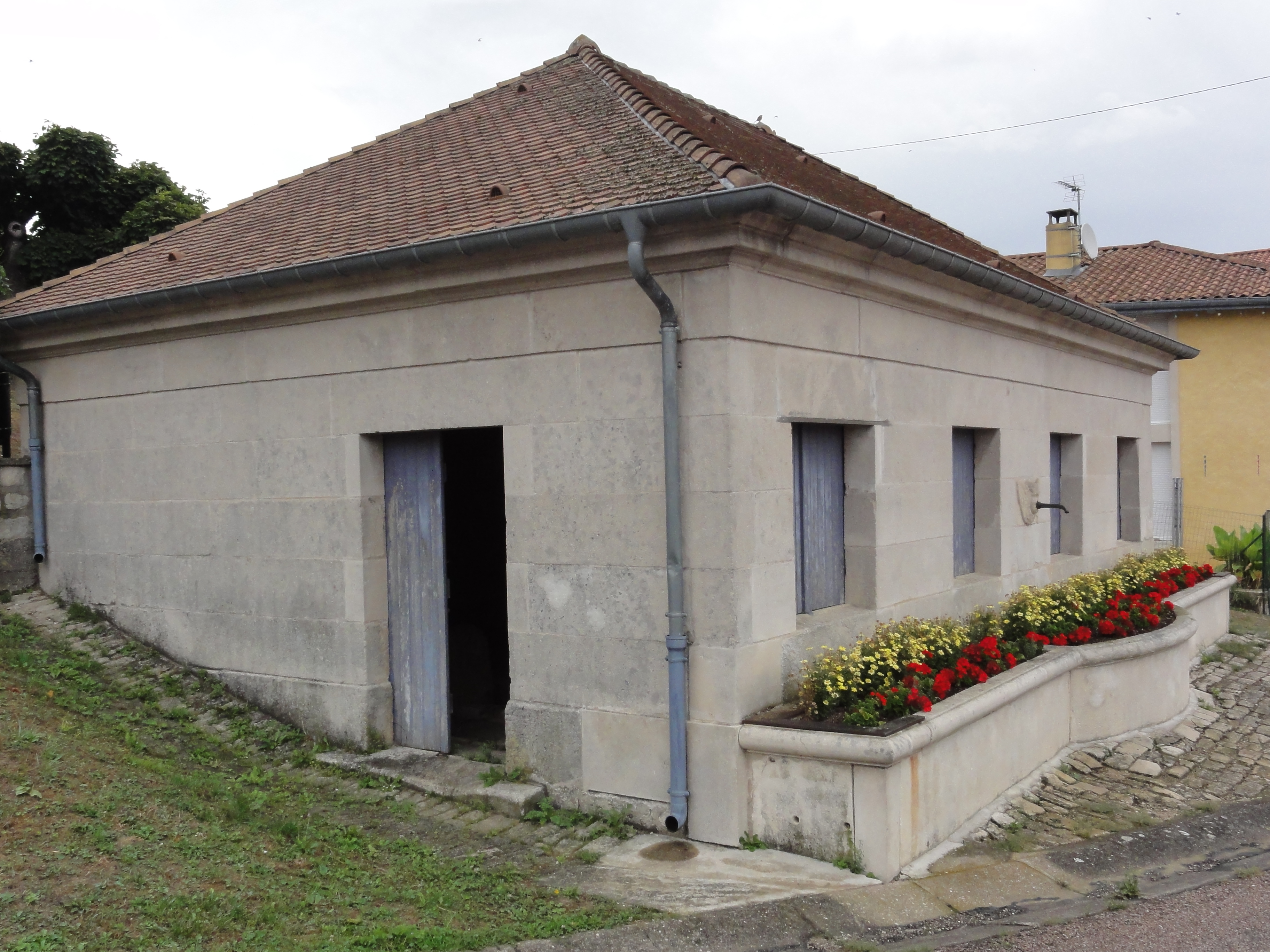
Waschhaus an der Rue haute in Laneuville-au-Rupt mit ehemaliger Viehtränke

Die zwei Waschhäuser (französisch lavoir) in Laneuville-au-Rupt, einer französischen Gemeinde im Département Meuse in der Region Grand Est, wurden beide 1817 nach Plänen des Architekten Lerouge aus Commercy errichtet. 
Die öffentlichen Waschhäuser aus Sandsteinmauerwerk mit Walmdach unterscheiden sich nur durch den Fassadenschmuck. 
Das Waschhaus an der Rue basse (Lage) hat einen Brunnen an der Fassade. In einer Muschelnische ist der Auslauf in Form eines Schwans gestaltet. Die Nische wird oben von Fabelwesen und einen Fruchtkorb abgeschlossen. 
Die Fassade des Waschhauses an der Rue haute (Lage) ist einfacher gestaltet, vor ihr befindet sich eine Viehtränke.